# Ecopark (Emstek)

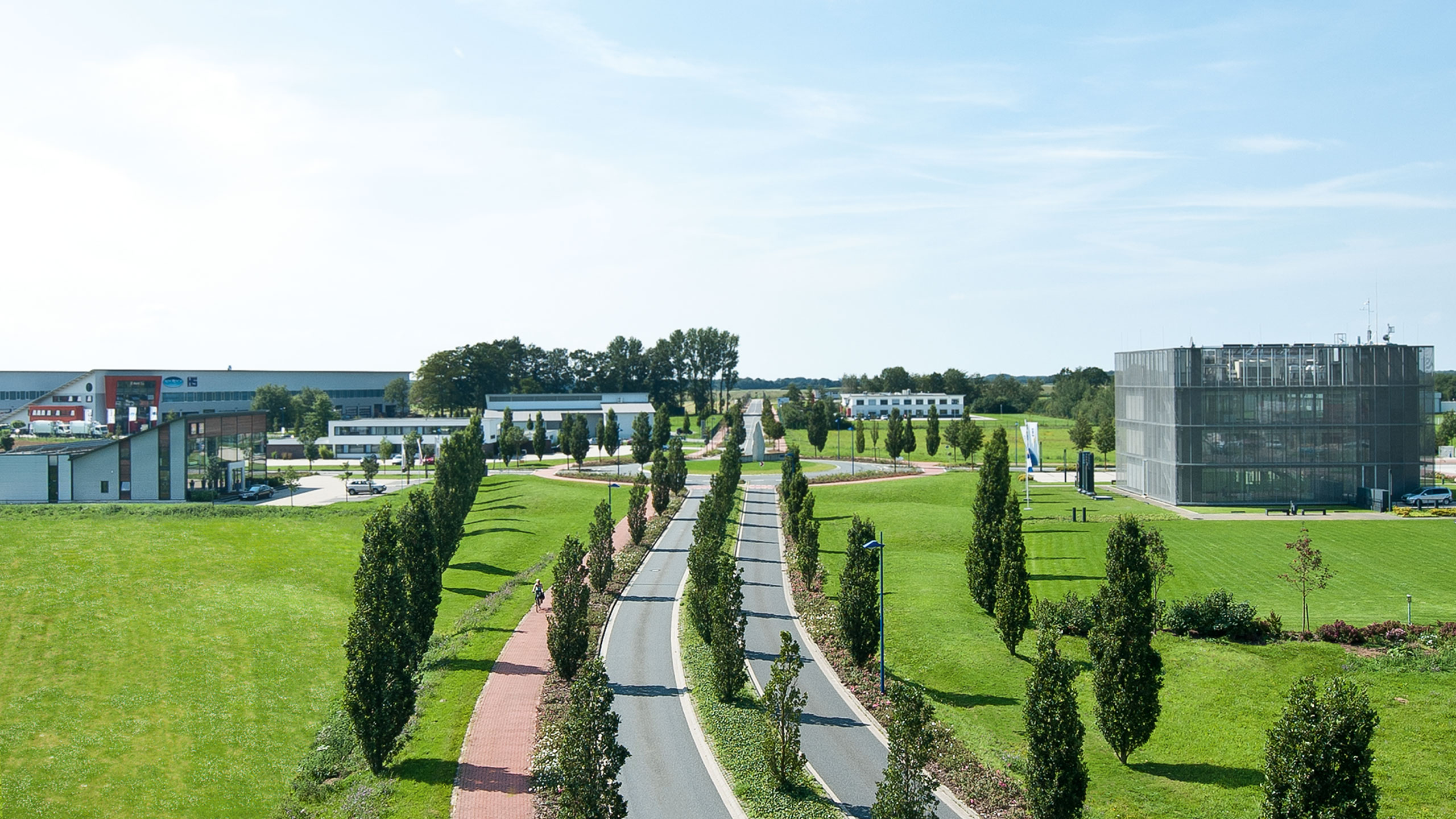
Blick in den ecopark

Der ecopark ist eine eingetragene Marke und bezeichnet einen interkommunalen Gewerbe- und Industriepark in der Gemeinde Emstek im Landkreis Cloppenburg (Oldenburger Münsterland). Er wird vom Zweckverband ecopark entwickelt, der seinen Sitz direkt im ecopark hat. Geschäftsführer des Zweckverbandes ist Johann Wimberg. Mitglieder des Zweckverbandes sind die Gemeinden Emstek und Cappeln, die Stadt Cloppenburg sowie der Landkreis Cloppenburg.
Der ecopark wurde am 2. August 2002 offiziell von dem damaligen Bremer Bürgermeister Henning Scherf und der damaligen Niedersächsischen Wirtschaftsministerin Susanne Knorre eröffnet.
Er verfügt über eine Gesamtfläche von 300 ha.
Der Quadratmeterpreis wird mit 42 Euro angegeben und der Gewerbesteuerhebesatz liegt mit 340 % unter denen der umliegenden Ballungsräume.

## Philosophie
Der ecopark möchte nach eigener Auskunft besonders hochwertige, moderne Arbeit im ländlichen Raum ermöglichen – etwa dadurch, dass die Gebäude der Unternehmen in weiträumige Grünflächen eingebettet sind. Der ecopark bewirbt diese Philosophie mit dem Slogan „Arbeit erleben“. Das angenehme Arbeitsumfeld soll die Motivation der Mitarbeiter steigern und so zum Erfolg der Unternehmen beitragen. So versucht der ecopark, den Unternehmen ein Argument gegen den Fachkräftemangel zu liefern und ihnen zu helfen, qualifizierte Mitarbeiter zu finden. „Die besondere Attraktivität des ecoparks passt zu uns“, sagt Hendrik Ganseforth, Chef der im ecopark ansässigen Ganseforth Medienproduktion. Durch seine großzügige Gestaltung bietet der ecopark den Unternehmen zudem flexible, individuelle Wachstums-Chancen. Der Name ecopark verdeutlicht dieses Konzept; er ist ein kombinierter Begriff: eco steht für Economy, park für Landschaftspark. Der ecopark definiert sich selbst als Gewerbepark und unterscheidet sich mit seiner Philosophie somit von einem klassischen Gewerbegebiet.

## Verkehrsanbindung
Der ecopark ist verkehrstechnisch sehr günstig angebunden. Er liegt direkt an der Bundesautobahn 1 und an der Bundesstraße 72 / Europastraße 233 – und damit sowohl an der Nord-Süd-Achse (A 1 / A 29) als auch an der Ost-West-Achse (B 72 / Europastraße 233 / B 213) in Richtung Niederlande. Der City Airport Bremen und der Flughafen Münster/Osnabrück sind vom ecopark aus mit dem Auto in weniger als einer Stunde zu erreichen. Zudem liegen diverse See- und Binnenhäfen in der weiteren Umgebung des ecoparks: der c-Port am Küstenkanal, der JadeWeser Port Wilhelmshaven sowie die Häfen in Oldenburg, Brake, Emden, Bremerhaven und Hamburg. Durch seine Lage zwischen den Städten Oldenburg, Bremen und Osnabrück sowie Hamburg und Münster verfügt der ecopark über mehrere nahe liegende Absatz- und Beschaffungsmärkte.

## Ansässige Unternehmen
Aktuell haben sich etwa 30 Unternehmen im ecopark angesiedelt. Sie beschäftigen insgesamt mehr als 750 Mitarbeiter. Größte Arbeitgeber sind die HS Fahrzeugbau GmbH, die Müllentsorgungsfahrzeuge produziert, und die SEVA Energie AG, die Blockheizkraftwerke herstellt. Am 11. März 2008 hat der Vorstandsvorsitzende des Oldenburger Energieversorgungsunternehmens EWE AG, Dr. Werner Brinker, im ecopark das Zentrum Zukunft eröffnet. Es ist ein würfelförmiges Gebäude, in dem Energie und Wohnen der Zukunft präsentiert werden.
Die Unternehmen aus dem ecopark im Überblick:
- Agro World GmbH (Branche: Logistik)
- AniCon Labor GmbH (Branche: Veterinärdiagnostik/Lebensmittelsicherheit)
- APZ Auto-Pflege-Zentrum GmbH (Branche: Fahrzeugaufwertung)
- Biofino GmbH (Branche: Lebensmittel)
- Brandenburger Gemüsekontor + fresh fruits (Branche: Lebensmittel)

- Cross GmbH (Branche: Fahrradhersteller)

- Elektro Hüsing GmbH (Branche: Elektroinstallation)
- eProTec GmbH (Branche: Anlagenbau)

- Escon Marketing GmbH (Branche: Marketing)
- EXTRA & BOLD Design GmbH (Branche: Werbeagentur)
- Food Fox GmbH (Branche: Lebensmittel)
- HERCULES GmbH (Branche: Fahrradhersteller)
- HKR IT Solutions GmbH (Branche: IT-Dienstleister/Systemhaus)

- KAAPKE GmbH (Branche: Markenentwicklungen im Mittelstand)
- Kalkhoff Werke GmbH (Branche: Fahrradhersteller)

- Kühling Fruchthandel KG (Branche: Lebensmittel)

- LVL Lebensmittel- und Veterinärlabor GmbH (Branche: Dienstleistung)

- Malt Destill GmbH (Branche: Brennerei)

- Mediline GmbH & Co. KG (Branche: Medizin)
- Phoenix Fire Protect Development GmbH (Branche: Brandbekämpfungstechnik)

- REYM GmbH (Branche: Abfallwirtschaft)

- Rosenbaum Fruchtimport & Logistik GmbH (Branche: Logistik)

- Schöpp Transporte Logistik Spedition GmbH (Branche: Logistik)
- Secudo GmbH (Branche: Brandschutz)

- SGS Germany GmbH (Branche: Dienstleistung)

- Stadler + Schaaf GmbH (Branche: Mess- und Regeltechnik)
- tecis Finanzdienstleistungen AG (Branche: Finanzdienstleistungen)
- Terberg HS GmbH (Branche: Fahrzeugbau)
- TFC GmbH (Branche: Logistik)

- Tiernahrung Büermann GmbH & Co. KG (Branche: Tiernahrung)

## Kritik
In seiner Anfangszeit kam es häufiger zu Kritik von Bürgern und Politikern am Konzept des ecoparks, da dieser in den ersten Bauabschnitten ausschließlich Unternehmen aus dem Bereich Life Science ansiedeln wollte. Andere Unternehmen, wie beispielsweise Handwerksbetriebe, hätten dadurch keine Möglichkeit, sich hier anzusiedeln, so die Kritiker. Mittlerweile sind im ecopark jedoch Unternehmen aus verschiedensten Branchen und auch Handwerksbetriebe vertreten.